# تحفة الطلاب (كتاب)

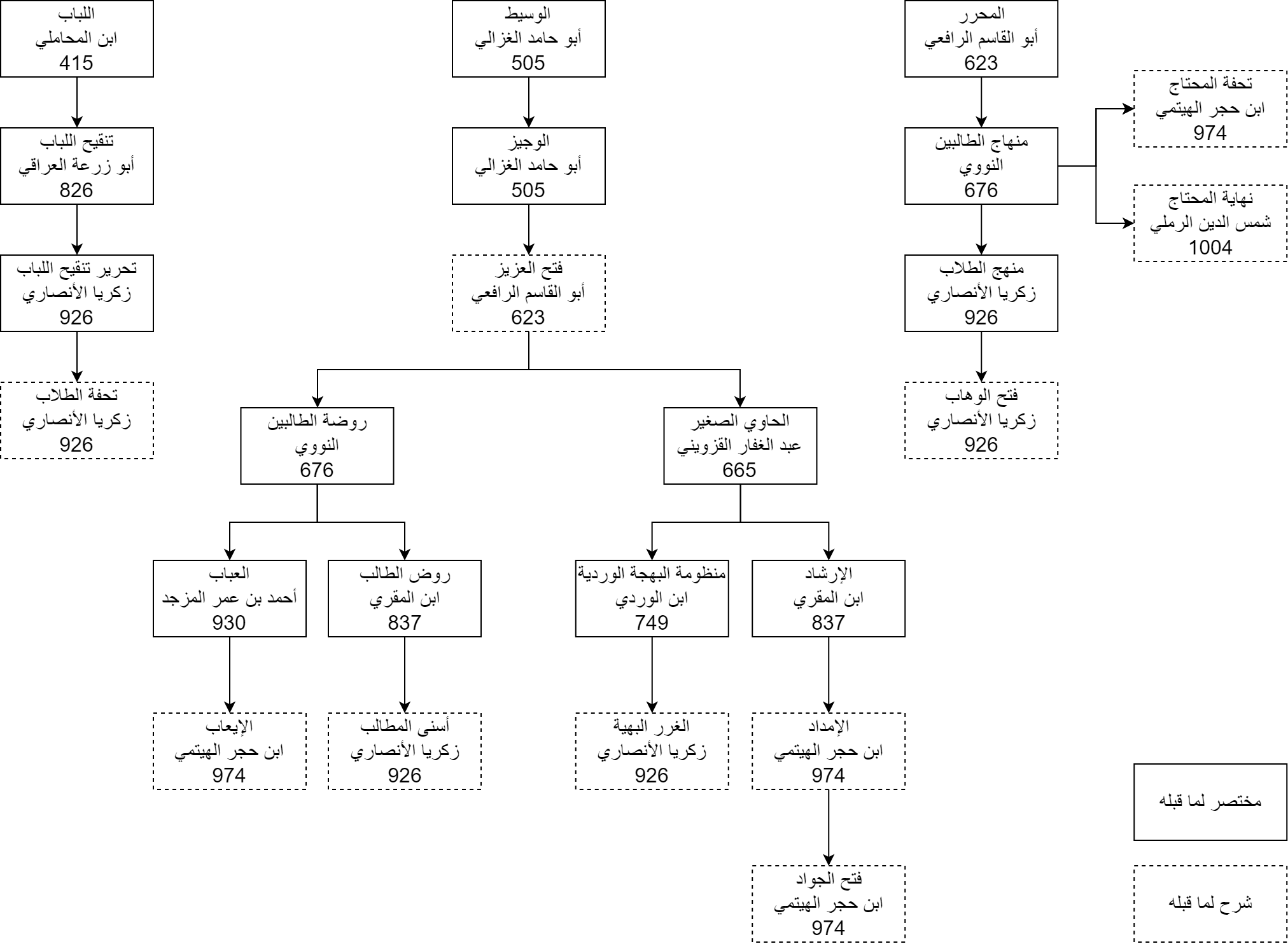
أمهات كتب الفقه عند الشافعية، ويظهر كتاب تحفة الطلاب يسارَ الصورة.

تحفة الطلاب بشرح تحرير تنقيح اللباب لشيخ الإسلام زكريا الأنصاري (824هـ-926هـ)، كتاب جامع في الفقه على المذهب الشافعي، شرح فيه المؤلف كتابه «تحرير تنقيح اللباب»، الذي هو عبارة عن مختصر لكتاب «تنقيح اللباب» لولي الدين العراقي (ت 826هـ)، الذي هو بدوره اختصار لـ«لباب الفقه» لأبي الحسن أحمد بن محمد المحاملي الشافعي (ت 415هـ).
اعتنى الشافعية بكتاب تحفة الطلاب عناية كبيرة، فكان أحد الكتب المقررة في التدريس لطلاب العلم في كثير من المدارس والمعاهد الإسلامية، ولأهمية الكتاب فقد وضع عليه العلماء الكثير من الشروح والحواشي، أهمها:
- حاشية الشوبري (ت 1069هـ).
- حاشية القليوبي (1069هـ).
- حاشية العناني (1098هـ).
- حاشية المدابغي (1170هـ).
- حاشية الشرقاوي (1226هـ).

## روابط خارجية
- يوتيوب: تحفة الطلاب شرح تحرير تنقيح اللباب في الفقه الشافعي - العلامة الشيخ صادق حبنكة الميداني.